# Sprzęgło przymusowe
Sprzęgło przymusowe – sprzęgło, w którym następuje sztywne połączenie członu napędowego i napędzanego. 
Oznacza to, że średnia prędkość obrotowa wału napędzanego (liczona w czasie pełnego obrotu) jest równa średniej prędkości wału napędzającego.
Sprzęgła przymusowe dzielą się na:
- sztywne – prędkość członu czynnego i biernego jest w nich zawsze taka sama
- kompensacyjne – dzięki elastycznym łącznikom dopuszczalne są niewielkie odchyłki współosiowości wałów oraz chwilowe różnice w prędkości obrotowej członów czynnego i biernego
- stałe – w celu rozłączenia elementów wymagany jest demontaż sprzęgła
- rozłączne – człony mogą być okresowo rozłączane (sprzęgło tarczowe, sprzęgło Oldhama).

Najczęściej stosowane sprzęgła sztywne to:
- sprzęgło tulejowe
- sprzęgło kołnierzowe
- sprzęgło kłowe.

Najczęściej stosowane sprzęgła kompensacyjne to:
- przegub Cardana
- sprzęgło zębate
- sprzęgło oponowe
- sprzęgło palcowe.